# Ação (direito)
No sentido formal, a maioria dos autores entende que a ação é um direito subjetivo público abstrato, independendo de que haja realmente um direito a ser tutelado. Trata-se do direito de exigir do Estado a prestação jurisdicional, a solução de uma lide ou conflito.
O Conceito de "Ação Penal" e/ou simplesmente "AP", essa ação surge em instâncias (graus de jurisdição) e sobe até o STF, se assim o determinar o mérito e/ou assunto, tem sido examinado pela doutrina processualista brasileira, por autores como Henrique Fagundes Filho, Jean Carlos Dias, Luiz Guilherme Marinoni, Ada Pellegrini Grinover, entre outros.
Conforme a teoria eclética, adotada pelo direito processual brasileiro, ação "é o direito a um pronunciamento estatal que solucione o litígio, fazendo desaparecer a incerteza ou a insegurança gerada pelo conflito de interesses, pouco importando qual seja a solução a ser dada pelo juiz". Assim, o direito de ação é independente de seu resultado: o fato de seu pedido não ser acolhido pelo Estado-juiz não significa que a parte não tinha "direito de ação", ou seja, de provocar a resposta estatal.
São três os elementos da ação conforme a teoria eclética da ação:
1. As partes (réu e autor);
2. O pedido;
3. A causa de pedir.

## Teorias da Ação

### Teoria Civilista ou Imanentista (Teoria clássica romana/civilista)
Defendida pelo ilustre Friedrich Carl von Savigny, foi esta a primeira teoria a tentar explicar o direito material e o direito de ação. Para essa teoria, "a ação é imanente (aderida) ao direito material controvertido, de forma que a jurisdição só pode ser acionada se houver o direito postulado. Em outras palavras, a ação seria o próprio direito material violado em estado de reação". Tal teoria, portanto, pressupõe que o direito material e o direito de ação são a mesma coisa, em outras palavras, o direito de ação seria imanente (inerente) ao direito material, como resposta à sua violação. Porém, tal teoria não foi capaz de explicar casos como o da ação meramente declaratória, em que não há violação de direito material e tudo que o autor deseja é a declaração de um direito ou uma situação para que seja oficializado. Por exemplo: divórcio consensual, onde sequer há processo. Ainda encontrou dificuldades para explicar a ação declaratória negativa, onde o autor pede que seja emitida uma
sentença que negue relação jurídica ocorrida entre ele e o polo passivo (teoria de Adolph Wach).

### Teoria Concreta
Porém, mesmo com essas dificuldades, perdurou desde o direito romano até a metade do século XIX, quando deu-se lugar a quentes debates entre Theodor Muther, que diferenciou com exatidão o direito de ação e o direito material, e o brilhante Bernard Windscheid, que compôs um trabalho no qual descrevia o sistema romano como  um sistema composto por direito de ação e nem sempre esse direito de ação estava remetido a um direito material, afinal,o conceito de ação (klage) da doutrina jurídica discriminada por eles no antigo direito romano apontava o conceito de pretensão (ansprüch).
A teoria concreta ficou explicitadamente correta mesmo em 1885, defendida por Adolph Wach, jurista alemão, que entendia o direito de ação como dependente da procedência da ação, então passou-se a entender desta maneira.

#### Condições para propositura da ação
A existência de um direito violado ou ameaçado, legitimidade de interesse, não podendo a violação ou ameaça de direito ser de outrem e a possibilidade jurídica do pedido, determinados dentro do direito vigente. O direito material é independente do direito de ação, porém andam juntos.
O principal problema na teoria concreta é não explicar o direito do réu, por exemplo, de solicitar a apelação, se não pode propor a ação, visto que seu pedido não foi procedente, tornando assim a ameaça ou violação de seu direito imaginário. Sendo assim ,deu-se espaço a uma nova concepção:

### Teoria Abstrata da Ação
Com diversos criadores concomitantemente: Giuseppe Chiovenda, Degenkolb e Plósz, segundo eles, o direito de ação independe da materialidade do direito, basta que seu interesse seja juridicamente tutelado e poder-se-á ter a ação, afinal o primeiro direito é à jurisdição do Estado, que se compromete a defender os interesses do indivíduo para que esse não o exerça pela própria mão, sendo este o primeiro direito, o segundo seria sua pretensão, sendo assim, o direito de ação só requer a tutela daquela pretensão pelo Estado para que o indivíduo requeira apreciação direcionada ao juiz, como dita Francesco Carnelutti. Já o uruguaio Eduardo Juan Couture, elenca a ação como direito de petição, assegurada constitucionalmente. A teoria abstrata, que trata da ação como o direito a uma pronunciação de sentença de mérito, contra ou favorável. Assim exposto, o direito de ação e o direito material tomam caminhos diversos.

### Teoria eclética
A teoria eclética apresenta a ação como exercício do Estado-juiz, apresentando a ida ao judiciário uma obrigação para dirimir conflitos. Para Pekelis a ação possui um direito subjetivo de fazer agir o Estado, então ação não é o direito de agir e sim  o de provocar o Estado a agir, o que torna o interesse ou ameaça de interesse um efeito causado pelo direito individual de fazer mover-se o Estado.
Nosso direito positivo sofreu influência de Enrico Tullio Liebman, processualista italiano, inspirador do Código de Processo Civil de 1973. "Segundo Liebman, precursor da teoria eclética, o direito de ação não está vinculado a uma sentença favorável (teoria concreta), mas também não é completamente independente do direito material (teoria abstrata). Há, de fato, uma abstração do direito de ação, no sentido de que a existência do processo não está condicionada à do direito material invocado; porém, sustenta-se pela teoria eclética que a ação é o direito a uma sentença de mérito, seja qual for o seu conteúdo, isto é, de procedência ou de improcedência".

## Ver Também
- Teoria Geral do Processo Civil
- Direito Processual
- CPC
- Ação de direito material